# Vi Đông Dịch
Vi Đông Dịch (tiếng Trung: 韦东奕; sinh năm 1991) là một nhà toán học người Trung Quốc, sinh ra ở Tế Nam, tỉnh Sơn Đông, Trung Quốc, quê hương là Đông Dương, tỉnh Chiết Giang. Hiện tại, anh là trợ lý giáo sư và trợ lý nghiên cứu tại Trường Khoa học Toán học, Đại học Bắc Kinh. Anh tốt nghiệp trường Trung học trực thuộc Đại học Sư phạm Sơn Đông, và theo học tại Đại học Bắc Kinh từ năm 2010. Anh có được bằng cử nhân năm 2014 và bằng tiến sĩ năm 2018 dưới sự hướng dẫn của nhà toán học Điền Cương. Lĩnh vực nghiên cứu của anh bao gồm phương trình vi phân riêng phần và hình học vi phân. Anh trở thành trợ lý giáo sư vào tháng 12 năm 2019. Phong cách sống đơn giản của anh đã thu hút sự chú ý lớn từ Internet Trung Quốc. Anh thường được gọi là giáo viên xấu xí nhất Đại học Bắc Kinh do ngoại hình nhếch nhác.

## Giáo dục
Vi Đông Dịch tốt nghiệp bằng cử nhân tại Đại học Bắc Kinh vào năm 2014.
Năm 2019, anh hoàn thành chương trình học sau tiến sĩ và trở thành trợ lý giáo sư tại Khoa Toán của Đại học Bắc Kinh.

## Tác phẩm học thuật
- Vi Đông Dịch. "Regularity criterion to the axially symmetric Navier-Stokes equations". Journal of Mathematical Analysis and Applications. 435 (2016), số 1, 402-413.
- Wendong Wang, Dongyi Wei, Zhifei Zhang. "Energy identity for approximate harmonic maps from surfaces to general targets", Journal of Functional Analysis. 272 (2017), 776-803.
- Vi Đông Dịch, Zhang Zhifei. "Global well-posedness of the MHD equations in a homogeneous magnetic field". Analysis & PDE . 10 (2017), số 6, 1361-1406.
- Vi Đông Dịch, Zhang Zhifei, Zhao Weiren. "Linear inviscid damping for a class of monotone shear flow in Sobolev spaces". Communications on Pure and Applied Mathematics. 71 (2018), số 4, 617-687.
- Vi Đông Dịch, Zhang Zhifei, Zhao Weiren. "Linear inviscid damping and vorticity depletion for shear flows". Annals of PDE. 5 (2019), no. 1, Art. 3, 101 tr.